# Nipponomyia gracilis
Nipponomyia gracilis är en tvåvingeart som beskrevs av Evgenyi Nikolayevich Savchenko 1983. Nipponomyia gracilis ingår i släktet Nipponomyia och familjen hårögonharkrankar. Inga underarter finns listade i Catalogue of Life.